# Zakuroisi Kyûryô
Zakuroisi Kyûryô (von japanisch ざくろ石丘陵 ‚Granathügel‘) ist ein 47,5 m hoher Hügel auf der Ongul-Insel in der Inselgruppe Flatvær vor der Prinz-Harald-Küste des ostantarktischen Königin-Maud-Lands.
Japanische Kartographen kartierten ihn anhand von Vermessungen und Luftaufnahmen aus den Jahren zwischen 1957 und 1962. Die Benennung erfolgte 1994.